# Zajdy (gmina Olecko)
Zajdy (niem. Sayden, od 1938 r. Saiden) – wieś w Polsce, położona w województwie warmińsko-mazurskim, w powiecie oleckim, w gminie Olecko.
W latach 1975–1998 miejscowość administracyjnie należała do województwa suwalskiego.
Położona jest nad jeziorem Zajdy.
Wieś lokowana przed 1557 na 60 włókach, kolejnych 6 włók należało do sołtysa. Wieś nosiła dwie nazwy Zajdy (nazwa pochodzenia prawdopodobnie pruskiego) oraz Sołtmany (wywodzi się zapewne od nazwiska zasadźcy "Soldtmann").
W 1938 roku wieś liczyła 477 mieszkańców. Znajdował się w nich przystanek kolejki wąskotorowej oraz dwuklasowa szkoła, wybudowana w 1933 roku.